# Brunatnienie
Brunatnienie – proces glebotwórczy polegający na biochemicznym wietrzeniu in situ materiału glebowego prowadzący do powstania pod poziomem próchnicznym w glebie brunatnego poziomu wzbogacenia.
Proces brunatnienia zachodzi zarówno w glebach powstałych z żyznych skał sypkich, takich jak gliny, lessy, pyły lessopodobne lub iły, jak i w kwaśnych zwietrzelinach piaskowców, łupków lub granitoidów. Skały te mogą zawierać węglan wapnia, mogą być z niego wyługowane lub mogą go nie posiadać od początku. Proces ten zachodzi przy współudziale lasów liściastych.
Brunatnienie polega na wietrzeniu biochemicznym (zawierającym wietrzenie zarówno pod wpływem czynników abiotycznych jak woda, jak i pod wpływem organizmów żywych, produktów ich działalności życiowej oraz próchnicy) in situ (bez przemieszczenia produktów wietrzenia) minerałów pierwotnych w materiale glebowym. Rozkład krzemianów i glinokrzemianów (np. skalenie, miki) powoduje uwalnianie się zawartego w nich żelaza i, w mniejszych ilościach, glinu w postaci tlenków i wodorotlenków, a także tworzenie się wtórnych minerałów ilastych. Produkty te tworzą kompleksowe, trwałe połączenia z kwasami próchnicznymi i pod postacią cienkich otoczek osadzają się na ziarnach mineralnych nadając im charakterystyczne brunatne zabarwienie.
Efektem działania procesu brunatnienia jest tworzenie się poziomów brunatnienia cambic charakterystycznych dla gleb brunatnoziemnych.